# Kostel Panny Marie Růžencové (České Budějovice)
Kostel Panny Marie Růžencové je římskokatolický kostel nacházející se v Českých Budějovicích na Žižkově třídě, v areálu kláštera petrínů. Umělecká výzdoba kostela je jednou z nejhezčích ukázek tzv. beuronského umění v jižních Čechách.
Kostel a průčelí kongregace je chráněn jako kulturní památka České republiky.

## Historie
Kostel byl postaven v letech 1899–1900 podle plánů Jakuba Stabernaka jako náhrada za prozatímní kapli Panny Marie Lurdské. Vznik kostela je spojen s několika dalšími významnými jmény spojenými především s tzv. beuronskou školou. Byl to především P. Václav Klement Petr, zakladatel Kongregace bratří Nejsvětější Svátosti (1888), jenž zasvětil poslední léta svého života realizaci tohoto kostela. Jím založená řeholní kongregace – řád petrínů – byla první ryze českou mužskou řeholní komunitou a její sídlo ve Schmerlingově ulici, které sloužilo jako azyl pro chlapce z chudých venkovských rodin i sídlo pro několik řemeslných dílen, brzy přestalo být dostatečně prostorné. Roku 1898 oslovil českobudějovického architekta Jakuba Stabernaka a bratra Jaroslava Pantaleona Majora s dalšími benediktiny z pražského Emauzského kláštera a již 21. srpna téhož roku byl posvěcen základní kámen nového kostela, zasvěceného později Panně Marii Růžencové.
Celá stavba se potýkala s nedostatkem peněz. Na kostel, jehož rozpočet na hrubou stavbu byl téměř 65 000 zlatých, se sbíralo po drobných mincích, mnozí řemeslníci zlevňovali nebo si nechali zaplatit pouze materiál. I tak se stala významným zdrojem obživy mnoha dělníků a novorománská stavba byla již za dva roky vysvěcena biskupem Martinem Josefem Říhou 7. října 1900. Celkové náklady na kostel včetně interiéru nakonec dosáhly částky 80 tisíc zlatých. Nástupcem P. Klementa se stal roku 1902 P. Pius Karpíšek, který nechal u Viktora Foerstera zhotovit mozaiku na průčelí kostela.
V noci z 13. na 14. dubna 1950 byla činnost kongregace režimem zakázána v rámci Akce K a přestože kostel oněch čtyřicet let nebyl zcela opuštěný, obnovila se až po roce 1989, kdy se znovu rozběhl i komunitní život.

## Interiér
Interiér kostela patří mezi nejvýznamnější ukázky tzv. beuronské umělecké školy v Čechách, která klade důraz na dekoraci. K jihozápadu orientovaná jednolodní stavba má čtvercový chór a půlkruhovou apsidu s přiléhající čtvercovou kaplí a na druhé straně umístěnou sakristií. V dolní části stěn je čtrnáct dřevořezeb křížové cesty, nad slovy slova modlitby „Zdrávas Královno“ je vymalován pás patnácti obrazů ze života Panny Marie – patnáct tajemství sv. Růžence.
Figurální řezbářské práce prováděli truhláři, kterým pomáhali novicové nebo bratři, zvony vznikly v českobudějovické Pernerově dílně, okna s obrazy apoštolů pochází ze sklárny v Lenoře. Kamenické prvky výzdoby pocházejí vesměs z kamenických dílen v Hořicích, odkud pocházel rovněž darovaný boční oltář, jenž byl však po dvaceti letech přenesen do kostela sv. Václava v Kostelní ulici.
Kazatelna s reliéfy Dobrého Pastýře a evangelistů, boční oltáře a svatostánek jsou zpracovány převážně v neorománském stylu, oltář s postavami cherubů ukazuje i některé orientální prvky.
Na dvířkách svatostánku je reliéf Nejsvětější Trojice, pod nímž jsou alegorické postavy Církve a Synagogy. Původní dřevěný kazetový strop zobrazuje Nejsvětější Trojici, Pannu Marie a sv. Jana Křtitele.

## Varhany
Na kůru jsou umístěny dvoumanuálové varhany, které roku 1900 postavil Čeněk Skopek za 2250 zlatých. Patří k ranému dílu tohoto jihočeského varhanáře, zároveň jsou jedním z jeho největších nástrojů. Později došlo k přestavbě traktury nástroje a rozšíření z původních 15 na současných 17 rejstříků do následující podoby:
| I. manuál |            |      |
| 1.        | Bordon     | 16′  |
| 2.        | Principal  | 8′   |
| 3.        | Gamba      | 8′   |
| 4.        | Salicional | 8′   |
| 5.        | Kryt       | 8′   |
| 6.        | Fleta      | 4′   |
| 7.        | Oktava     | 4′   |
| 8.        | Mixtura    | 2/3′ |

| II. manuál |               |    |
| 9.         | Fl. principal | 8′ |
| 10.        | Flauta        | 8′ |
| 11.        | Aeolina       | 8′ |
| 12.        | Vox celeste   | 8′ |
| 13.        | Roh kamzičí   | 4′ |

| Pedál |           |     |
| 14.   | Violonbas | 16′ |
| 15.   | Subbas    | 16′ |
| 16.   | Oktávbas  | 8′  |
| 17.   | Cellobas  | 8′  |

## Fotogalerie

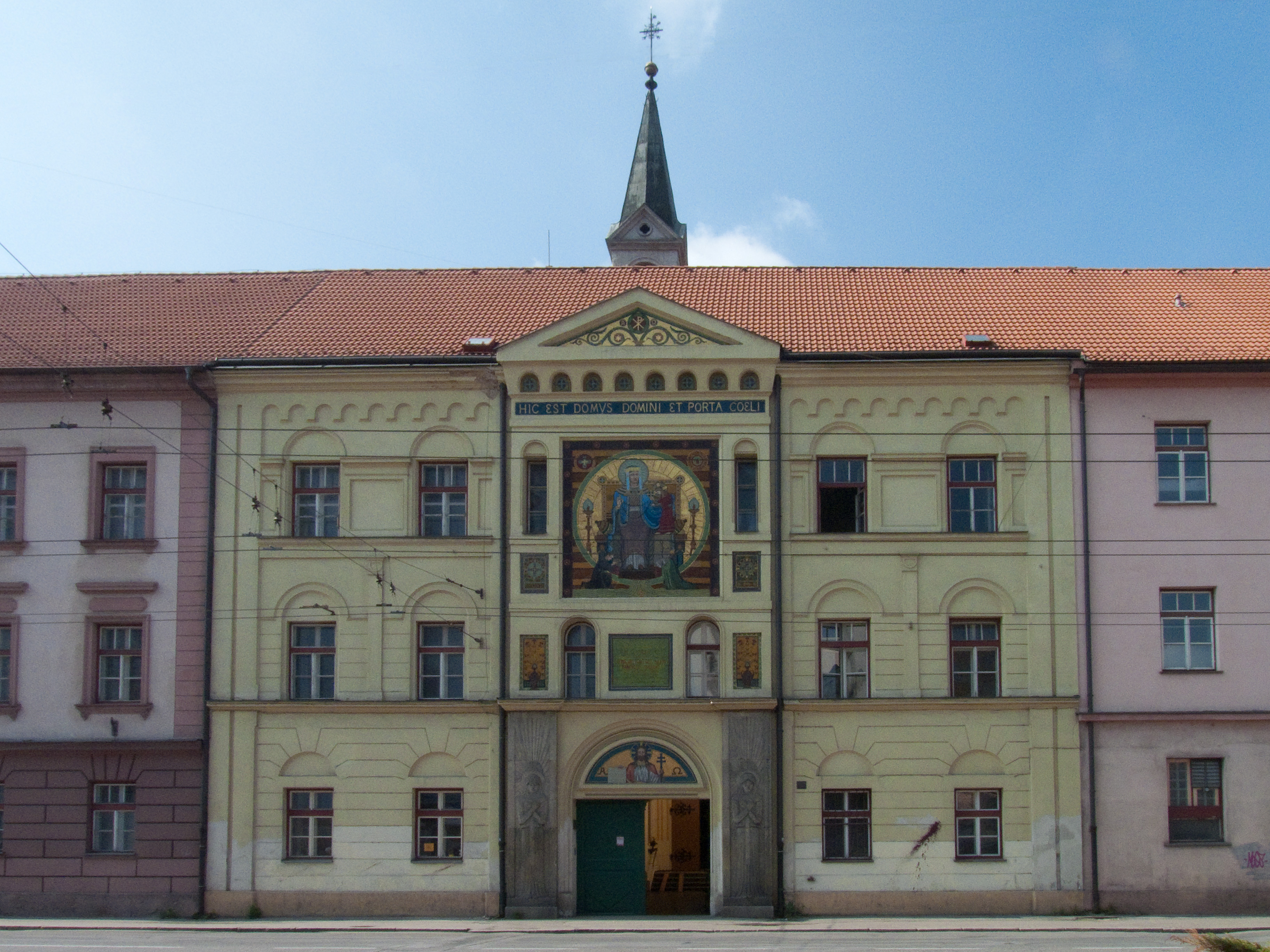
Nenápadná budova kláštera v Žižkově ulici
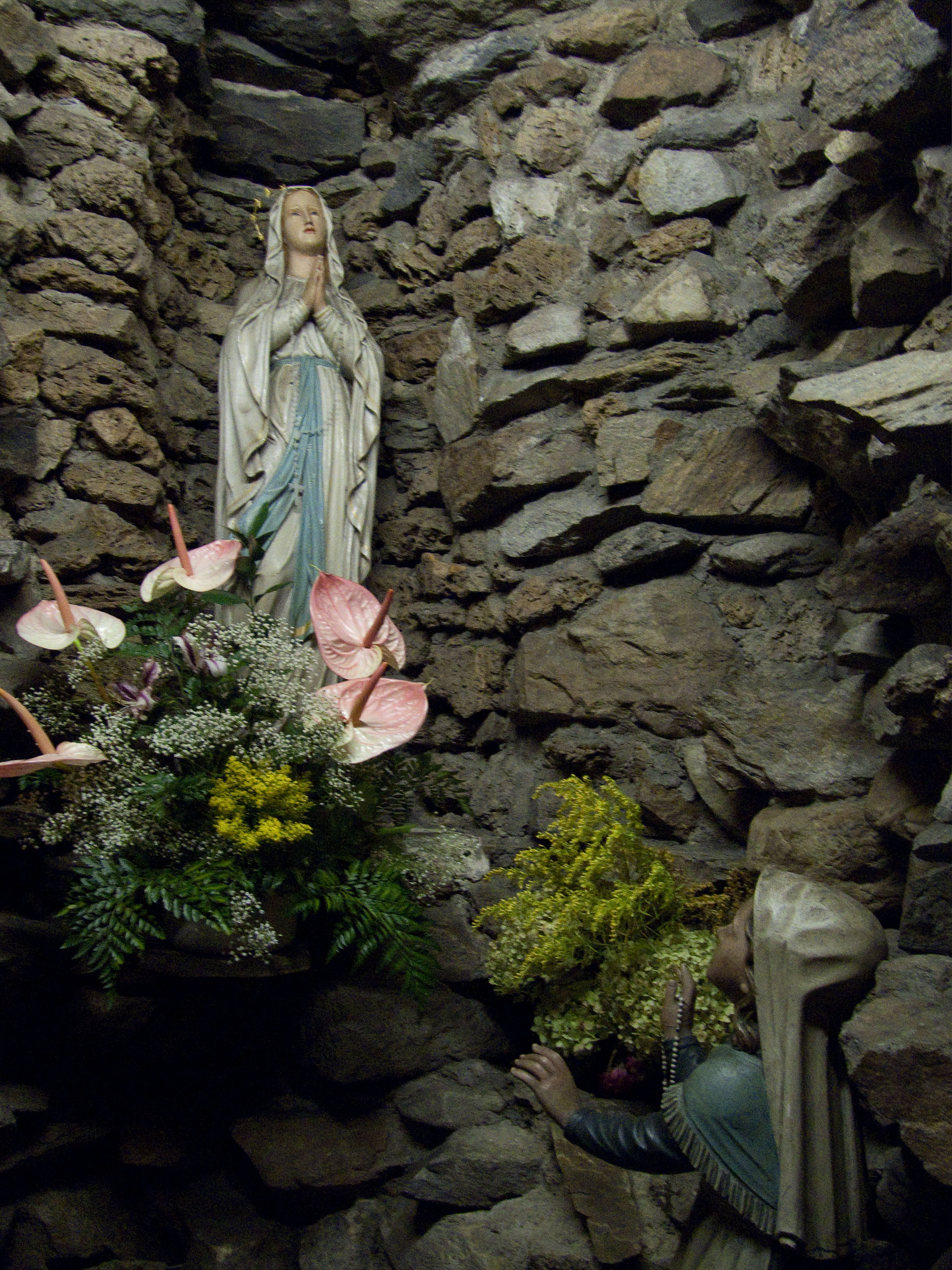
Panna Marie Lurdská
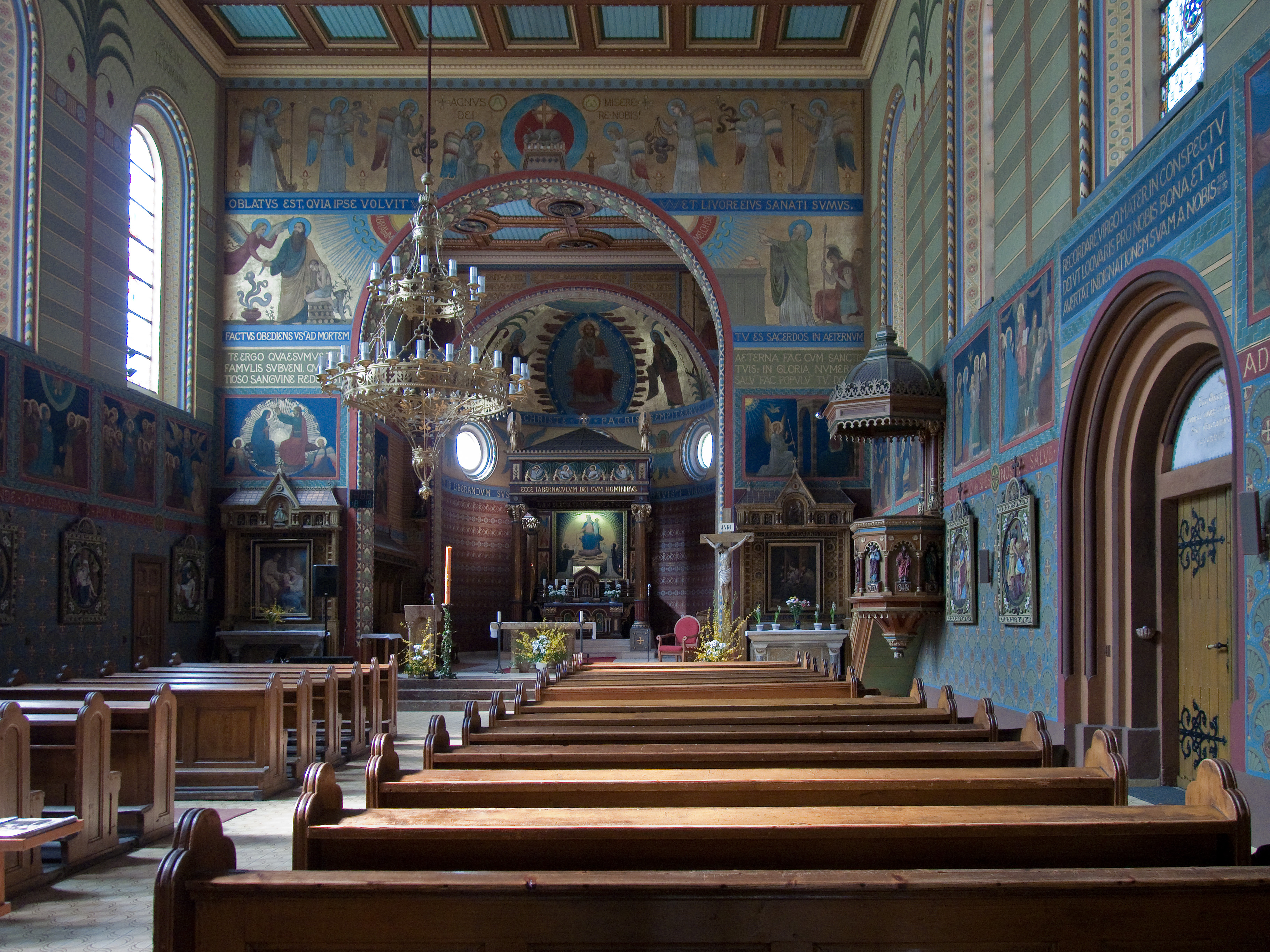
Interiér
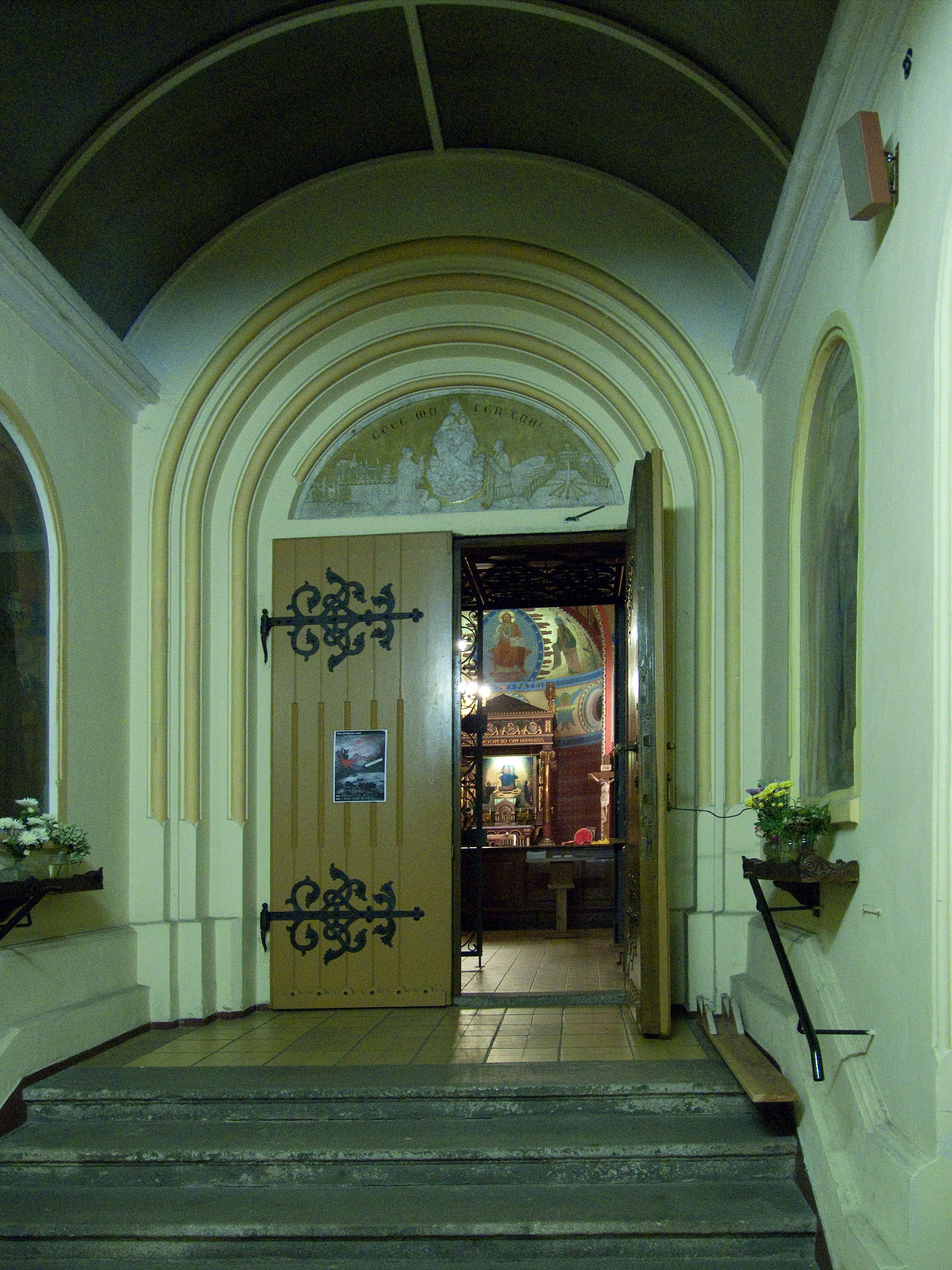
Vstup do kostela
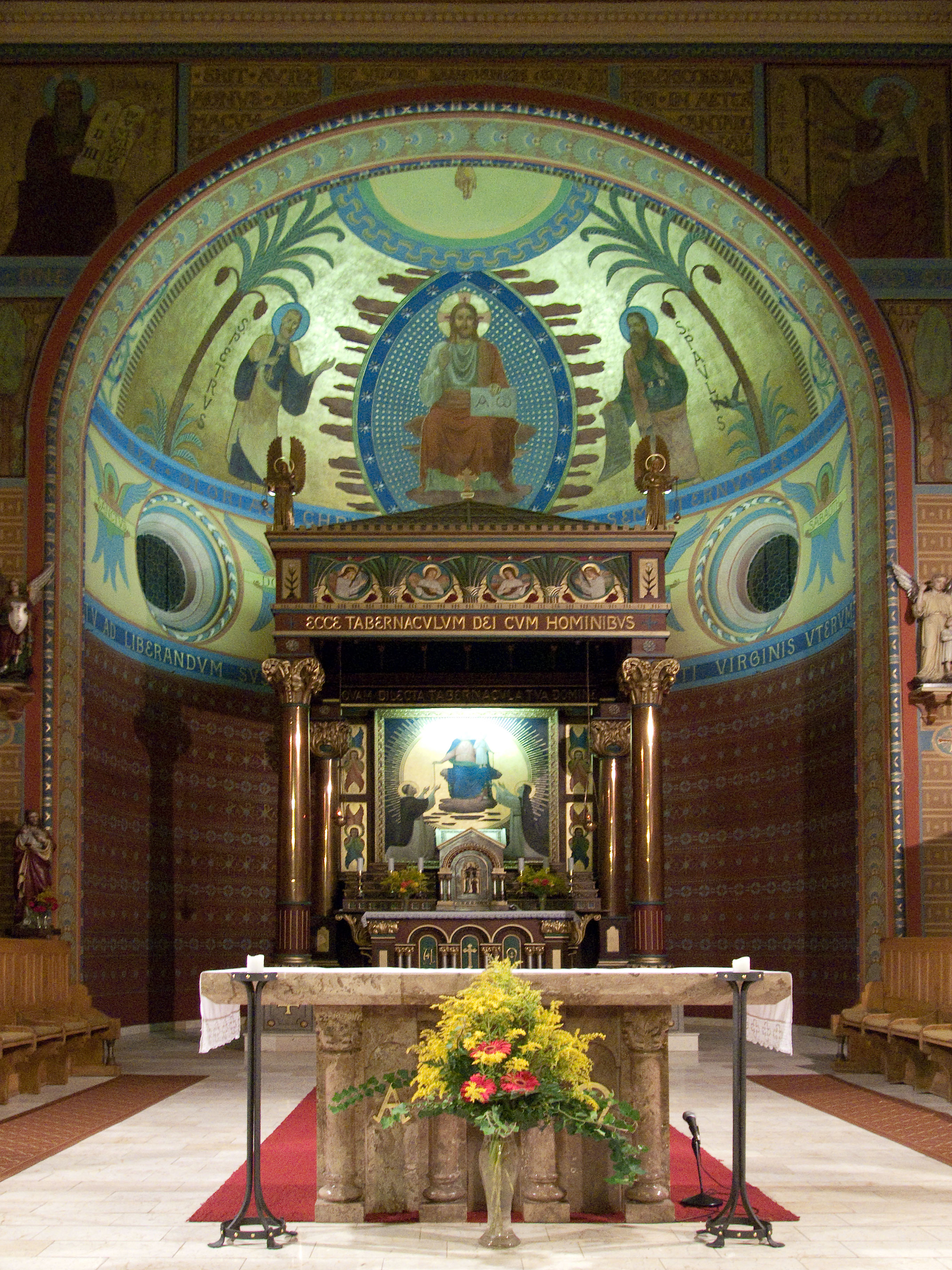
Oltář